# 全国道德模范
全国道德模范是中國共產黨的中共中央宣傳部、中央文明辦等部門聯合舉辦的一個評比活動，首屆全国道德模范於2007年舉辦。全国道德模范每2年評選1次，共設助人為樂、見義勇為、誠實守信、敬業奉獻、孝老愛親五個獎項。首屆獲獎者獲得時任中共中央總書記胡錦濤的接見。